# Comandante di squadriglia
Quello di comandante di squadriglia può essere, a seconda del Paese, sia una funzione del ruolo gerarchico attribuita a un capitano (codice NATO: OF-2) del ruolo naviganti di un’aviazione militare, sia un grado della Royal Air Force detto squadron leader (codice NATO: OF-3). Ripreso anche da molte nazioni del Commonwealth, collocato gerarchicamente al di sopra del flight lieutenant (tenente di squadriglia) e al di sotto del wing commander (comandante di stormo), il grado di squadron leader è corrispettivo a quello di major (maggiore) del British Army e del Corpo dei Royal Marines, nonché del grado di lieutenant commander (capitano di corvetta) della Royal Navy.

## Grado

### Commonwealth e altri Paesi
Il grado di squadron leader, abbreviato come Sqn Ldr nella RAF e IAF, in SQNLDR nella RAAF e nella RNZAF e precedentemente a volte in S/L in tutte queste forze aeree) oltre che nella Royal Air Force è usato nelle aeronautiche militari di molti paesi del Commonwealth o di quelli che comunque hanno avuto una forte influenza storica britannica, quali Australia, Bangladesh, Egitto, Ghana, India, Malesia, Namibia, Nigeria, Nuova Zelanda, Oman, Pakistan, Sri Lanka e Zimbabwe, giungendo, a volte, ad essere utilizzato come traduzione dall’inglese per il livello equivalente nelle loro aeronautiche, come quella cilena, greca o thailandese, con una struttura gerarchica simile pur non essendo dei paesi anglofoni. 

### Canada
La Royal Canadian Air Force, nonostante il Canada faccia parte del Commonwealth, ha utilizzato il grado di Squadron Leader fino all'unificazione delle forze armate nel 1968, quando l'aeronautica adottò la nomenclatura dei gradi dell'esercito sostituendo la denominazione del grado di comandante di squadriglia con quella di maggiore. In precedenza la denominazione del grado era Squadron Leader in inglese e Commandant d'aviation  in francese.

### Grecia
Nell'Aeronautica Militare Greca il grado è Episminagos (greco: Επισμηναγός) letteralmente ispettore.

### Regno d'Italia
Il grado di comandante di squadriglia, equiparato a capitano e a tenente di vascello, fu presente con tale denominazione anche nella Regia Aeronautica dall’atto della sua costituzione, il 28 marzo 1923, fino al maggio 1925, quando fu introdotto un nuovo ordinamento. Esso era superiore a quello di tenente di squadriglia a sua volta parificato a tenente e a sottotenente di vascello e inferiore a quello di comandante di stormo, pari a maggiore e a capitano di corvetta. 
Con la riforma dell'ordinamento del 1925 passò ad essere solo una funzione del ruolo gerarchico attribuita a un capitano o, più raramente, a un maggiore del ruolo naviganti.

## Funzione

### Italia
Come da comparazione STANAG 2116 v.7, il grado britannico di squadron leader è omologo a quello di maggiore pilota (OF-3) dell'Aeronautica Militare Italiana.
Dal punto di vista dell'organica, inoltre, lo Squadron della RAF non equivale affatto alla squadriglia dell'AMI, bensì al gruppo di volo. Al vertice della squadriglia è posto un ufficiale del rango di capitano pilota (OF-2) con funzione gerarchica di comandante della medesima; tipologia di unità che, nelle forze armate di cui è parte, viene equiparata a una compagnia delle forze di terra, a una batteria dell’artiglieria o allo squadrone della cavalleria.